# Свети Архангел Михаил (Соколица)
„Свети Архангел Михаил“е източноправославен християнски храм в село Соколица, Карловско, България, част от Пловдивската епархия на Българската православна църква – Българска патриаршия

## Местоположение
Църквата е разположена в южния край на селото.

## История
В храма в Соколица, тогава още Доганджии, в 1891 година работят видните дебърски майстори Христо Макриев, Кузман Макриев и Нестор Траянов.